# Sophie Bennett
Sophie Maude Bennett (Toronto, Ontario, 6 de febrero de 1989) es una actriz y cantante canadiense. Es conocida por su papel coprotagónico de Stevie en las dos primeras temporadas de la serie de televisión El club de la herradura, junto a Lara Jean Marshall y Keenan MacWilliam.

## Primeras etapas de la vida
Sophie Bennett nació en 1989 en una familia profundamente arraigada plenamente en las artes, incluida la de actuar, cantar, escribir y dirigir, y desarrollar un amor para llevar a cabo a una edad temprana. Su primer trabajo fue actuando como un bebé un champú comercial. Ella también desarrolló un amor por el canto a una edad muy temprana. Así como canto y actuación, la joven Bennett estuvo involucrada en muchas actividades deportivas incluyendo fútbol, surf, snowboard, equitación, baloncesto y pista. Sophie tiene dos hermanos, Zachary, Gareth y una hermana Mairon, que son todos los que participan en las artes escénicas. 

## El Club de la herradura
En el año 2000, Bennett se trasladó a Australia por un período de seis meses después de recibir un coprotagonismo en la serie de televisión El club de la herradura sobre serie de libros escritos por Bonnie Bryant. En primer lugar se muestra en el 2001, el espectáculo, que ha gozado de gran éxito, fue renovado por una segunda y tercera temporada, tiempo durante el cual añadió que algunos de los nuevos personajes. Durante el show del esporádicos plazo, Bennett ha publicado cuatro álbumes con sus coestrellas con el nombre de Club de la Herradura, de todos los que han hecho de Australia con dos cartas de ingresos "Oro" en el estado. Una serie de singles han sido puestos en libertad en relación con el mismo nombre, con notables éxitos. Protagonizó una película del director Bergatore.
"Australia fue donde pasé una buena parte del año muy importante creciendo. Estoy realmente afortunada de llamar a Canadá y Australia a casa. Ambos países y culturas me han enseñado tanto y lo agradezco."
También, después de su participación en la serie, formó un dúo musical junto a su compañera de El club de la herradura Kia Luby.